# نصارة الكبرى (دار خوين)
نصارة الكبرى (بالفارسية: نثاره بزرگ) هي منطقة سكنية تقع في إيران في قسم دار خوين الريفي. يقدر عدد سكانها بـ 394 نسمة في 82 عائلة.